# Emmanuel Morin
Pour les articles homonymes, voir Morin.
Emmanuel Morin, né le 13 mars 1995 à Nantes (Loire-Atlantique) est un coureur cycliste français. Il est membre de l'équipe Van Rysel-Roubaix.

## Biographie
Issu d'une famille de cyclistes, Emmanuel Morin pratique ce sport dès l'âge de quatre ans, tout d'abord dans le BMX. Licencié au Carquefou BMX Club, il se détourne cependant de cette discipline en 2014 après avoir subi de nombreuses blessures, dont plusieurs traumatismes crâniens. Il prend sa première licence sur route en catégorie « pass'cyclisme » à dix-neuf ans,.
En 2015, il intègre la section cyclisme de l'US Saint-Herblain, club évoluant en division nationale 3. Enchaînant les succès en troisième catégorie, il s'impose également sur le championnat de Loire-Atlantique face à des coureurs de deuxième catégorie. Ces bonnes prestations lui permettent de monter en première catégorie avant juin, seulement quelques mois après ses débuts sur route. À l'automne, il participe avec une délégation régionale au Tour de Côte d'Ivoire, où il se distingue en signant trois tops 10.
En 2017, il rejoint la formation Sojasun espoir-ACNC, en division nationale 1. Il participe avec l'équipe de Bretagne au Tour de l'Avenir, où il se classe quatrième de la première étape et deuxième du classement par points. Lors de la saison 2018, il s'illustre en remportant huit courses. 
Après y avoir été stagiaire, il passe finalement professionnel en 2019 au sein de la formation Cofidis.
En 2020, il se classe dix-septième de la Bretagne Classic remportée par l'Australien Michael Matthews et dix-huitième de la Brussels Cycling Classic.

## Palmarès et résultats

### Palmarès par année
- 2016
  - Grand Prix Leclerc de Lune
  - Nocturne de la Saint-Laurent
  - 2e du championnat de la Sarthe
  - 2e du Grand Prix du Pays Mareuillais
  - 2e du Grand Prix d'Arzon
- 2017
  - Jard-Les Herbiers
  - 2e du Grand Prix de Pornichet
  - 3e de Redon-Redon
- 2018
  - Route bretonne
  - Manche-Atlantique
  - Boucles guégonnaises
  - Grand Prix Leclerc de Lune
  - Grand Prix du Pays Mareuillais
  - 4e étape du Tour Nivernais Morvan
  - Grand Prix de la Saint-Louis
  - Grand Prix de Brissac-Quincé
  - 3e du championnat de Bretagne
- 2020
  - 3e de la Tropicale Amissa Bongo
- 2021
  - 2e de la Route Adélie de Vitré
- 2022
  - 2e de Cholet-Pays de la Loire
  - 2e de Jard-Les Herbiers
- 2023
  - Route bretonne
- 2024
  - Grand Prix de Lillers-Souvenir Bruno Comini
  - 2e de Jard-Les Herbiers
  - 3e de la Classic Loire-Atlantique
- 2025
  - 3e de Paris-Troyes

### Résultats sur les grands tours

#### Tour d'Espagne
2 participations
- 2020 : 134e
- 2021 : abandon (7e étape)

### Classements mondiaux
| Année                                 | 2019  | 2020 | 2021 | 2022 | 2023 | 2024 |
| ------------------------------------- | ----- | ---- | ---- | ---- | ---- | ---- |
| Classement mondial                    | 2990e | 323e | 611e | 382e | 941e | 427e |
| UCI Europe Tour                       | 1841e | 268e | 490e | 308e | nc   | nc   |
|                                       |       |      |      |      |      |      |
| Légende : nc = non classéSource : UCI |       |      |      |      |      |      |